# Diskografie Swedish House Mafia
Toto je seznam vydané diskografie švédské house superskupiny Swedish House Mafia.

## Alba

### Studiová alba
| Název          | Detaily o albu                                     | Umístění v hitparádách | Umístění v hitparádách | Umístění v hitparádách | Umístění v hitparádách | Umístění v hitparádách | Umístění v hitparádách | Umístění v hitparádách | Umístění v hitparádách | Umístění v hitparádách |
| Název          | Detaily o albu                                     | SWE                    | AUS                    | AUT                    | BEL (FL)               | CAN                    | NLD                    | SWI                    | UK                     | US                     |
| -------------- | -------------------------------------------------- | ---------------------- | ---------------------- | ---------------------- | ---------------------- | ---------------------- | ---------------------- | ---------------------- | ---------------------- | ---------------------- |
| Paradise Again | - Vydáno: 15. dubna 2022 - Vydavatelství: Republic | 4                      | 96                     | 59                     | 29                     | 48                     | 9                      | 14                     | 70                     | 121                    |

### Kompilační alba
| Název                                                                                   | Detaily o albu                                          | Umístění v hitparádách | Umístění v hitparádách | Umístění v hitparádách | Umístění v hitparádách | Umístění v hitparádách | Umístění v hitparádách | Umístění v hitparádách | Umístění v hitparádách | Umístění v hitparádách | Umístění v hitparádách | Prodeje      | Certifikace                                  |
| Název                                                                                   | Detaily o albu                                          | SWE                    | AUS                    | AUT                    | BEL (FL)               | CAN                    | GER                    | NLD                    | SWI                    | UK Comp.               | US                     | Prodeje      | Certifikace                                  |
| --------------------------------------------------------------------------------------- | ------------------------------------------------------- | ---------------------- | ---------------------- | ---------------------- | ---------------------- | ---------------------- | ---------------------- | ---------------------- | ---------------------- | ---------------------- | ---------------------- | ------------ | -------------------------------------------- |
| Until One                                                                               | - Vydáno: 22. října 2010 (SWE) - Vydavatelství: Polydor | 13                     | —                      | —                      | 6                      | —                      | —                      | 8                      | 18                     | 2                      | 139                    | - US: 57,000 | - GLF: Platinum - BPI: Gold                  |
| Until Now                                                                               | - Vydáno: 19. října 2012 (SWE) - Vydavatelství: Polydor | 3                      | 10                     | 10                     | 6                      | 7                      | 26                     | 6                      | 7                      | 1                      | 14                     |              | - GLF: Platinum - ARIA: Gold - BPI: Platinum |
| "—" značí, že se nahrávka neumístila v hitparádách nebo v tomto území ani nebyla vydána |                                                         |                        |                        |                        |                        |                        |                        |                        |                        |                        |                        |              |                                              |

### Koncertní alba
| Název                            | Detaily                                                    |
| -------------------------------- | ---------------------------------------------------------- |
| One Night Stand: The Live Album  | - Vydáno: 27. prosince 2011 (US) - Vydavatelství: EMI      |
| One Last Tour: A Live Soundtrack | - Vydáno: 15. dubna 2014 (US) - Vydavatelství: Virgin      |
| Paradise Again: The Live Album   | - Vydáno: 28. července 2023 (US) - Vydavatelství: Republic |

## Extended play
| Název                        | Detaily                                          |
| ---------------------------- | ------------------------------------------------ |
| iTunes Festival: London 2011 | - Vydáno: 22. července 2011 - Vydavatelství: EMI |
| The Singles                  | - Vydáno: 20. dubna 2013 - Vydavatelství: Virgin |

## Singly
| Název                                                                                   | Rok  | Umístění v hitparádách | Umístění v hitparádách | Umístění v hitparádách | Umístění v hitparádách | Umístění v hitparádách | Umístění v hitparádách | Umístění v hitparádách | Umístění v hitparádách | Umístění v hitparádách | Umístění v hitparádách | Certifikace | Album                 |
| Název                                                                                   | Rok  | SWE                    | AUS                    | AUT                    | BEL (FL)               | GER                    | IRL                    | NLD                    | SWI                    | UK                     | US                     | Certifikace | Album                 |
| --------------------------------------------------------------------------------------- | ---- | ---------------------- | ---------------------- | ---------------------- | ---------------------- | ---------------------- | ---------------------- | ---------------------- | ---------------------- | ---------------------- | ---------------------- | --- | --------------------- |
| "One (Your Name)" (feat. Pharrell)                                                      | 2010 | 11                     | 86                     | 25                     | 2                      | 41                     | 7                      | 1                      | 13                     | 7                      | —                      | - GLF: 7× Platinum - ARIA: Platinum - BEA: Platinum - BPI: Platinum - BVMI: Gold - NVPI: Platinum - RIAA: Gold                                                | Until One a Until Now |
| "Miami 2 Ibiza" (vs. Tinie Tempah)                                                      | 2010 | 10                     | 31                     | 36                     | 3                      | 46                     | 5                      | 10                     | 19                     | 4                      | —                      | - GLF: 5× Platinum - ARIA: 2× Platinum - BPI: 2× Platinum | Until One a Until Now |
| "Save the World"                                                                        | 2011 | 4                      | 62                     | 31                     | 5                      | 37                     | 11                     | 6                      | 26                     | 10                     | —                      | - GLF: 5× Platinum - ARIA: Platinum - BEA: Gold - BPI: Gold - RIAA: Platinum                                                                                  | Until Now             |
| "Antidote" (vs. Knife Party)                                                            | 2011 | 17                     | 100                    | 30                     | 35                     | 63                     | 39                     | —                      | 70                     | 4                      | —                      | - GLF: 3× Platinum - BPI: Silver | Until Now             |
| "Greyhound"                                                                             | 2012 | 6                      | 89                     | 42                     | 9                      | 53                     | 25                     | 18                     | 33                     | 13                     | —                      | - GLF: 7× Platinum - ARIA: Gold - BPI: Gold - RIAA: Gold | Until Now             |
| "Don't You Worry Child" (feat. John Martin)                                             | 2012 | 1                      | 1                      | 5                      | 4                      | 9                      | 2                      | 5                      | 6                      | 1                      | 6                      | - GLF: 9× Platinum - ARIA: 11× Platinum - BEA: Gold - BPI: 4× Platinum - BVMI: 3× Gold - IFPI AUT: Gold - IFPI SWI: Platinum - NVPI: Gold - RIAA: 5× Platinum | Until Now             |
| "It Gets Better"                                                                        | 2021 | 35                     | —                      | —                      | —                      | —                      | —                      | —                      | —                      | —                      | —                      | | Paradise Again        |
| "Lifetime" (feat. Ty Dolla Sign a 070 Shake)                                            | 2021 | 35                     | —                      | —                      | —                      | —                      | —                      | —                      | —                      | —                      | —                      | | Paradise Again        |
| "Moth to a Flame" (s the Weeknd)                                                        | 2021 | 5                      | 8                      | 19                     | 17                     | 14                     | 13                     | 14                     | 10                     | 15                     | 27                     | - ARIA: Platinum - BPI: Platinum - BVMI: Gold - RIAA: Platinum                                                                                                | Paradise Again        |
| "Redlight" (se Sting)                                                                   | 2022 | —                      | —                      | —                      | —                      | —                      | —                      | —                      | —                      | —                      | —                      | | Paradise Again        |
| "Heaven Takes You Home" (feat. Connie Constance)                                        | 2022 | 18                     | —                      | —                      | —                      | —                      | 81                     | 18                     | —                      | 80                     | —                      | | Paradise Again        |
| "Turn On the Lights again.." (s Fred Again feat. Future)                                | 2022 | —                      | 71                     | —                      | —                      | —                      | 23                     | —                      | —                      | 27                     | —                      | - ARIA: Gold - BPI: Silver | USB                   |
| "See the Light" (feat. Fridayy)                                                         | 2023 | —                      | —                      | —                      | —                      | —                      | —                      | —                      | —                      | —                      | —                      | | bude oznámeno         |
| "Ray of Solar"                                                                          | 2023 | 54                     | —                      | —                      | —                      | —                      | —                      | —                      | —                      | —                      | —                      | | bude oznámeno         |
| "Lioness" (s Niki & the Dove)                                                           | 2024 | 87                     | —                      | —                      | —                      | —                      | —                      | —                      | —                      | —                      | —                      | | bude oznámeno         |
| "Finally" (s Alicia Keys)                                                               | 2024 | 75                     | —                      | —                      | —                      | —                      | —                      | —                      | —                      | —                      | —                      | | bude oznámeno         |
| "—" značí, že se nahrávka neumístila v hitparádách nebo v tomto území ani nebyla vydána |      |                        |                        |                        |                        |                        |                        |                        |                        |                        |                        | |                       |

## Další umístěné písně
| Název                                | Rok  | Umístění v hitparádách | Umístění v hitparádách | Album          |
| Název                                | Rok  | SWE Heat.              | US Dance/ Elec.        | Album          |
| ------------------------------------ | ---- | ---------------------- | ---------------------- | -------------- |
| "Time" (feat. Mapei)                 | 2022 | 16                     | 33                     | Paradise Again |
| "Jacob's Note" (feat. Jacob Mühlrad) | 2022 | —                      | 47                     | Paradise Again |
| "Mafia"                              | 2022 | —                      | 35                     | Paradise Again |
| "Frankenstein" (s ASAP Rocky)        | 2022 | 13                     | 17                     | Paradise Again |
| "Don't Go Mad" (feat. Seinabo Sey)   | 2022 | 17                     | 36                     | Paradise Again |
| "Calling On"                         | 2022 | —                      | 42                     | Paradise Again |

## Remixy
| Název                                                                         | Původní umělec                                              | Rok  | Album         |
| ----------------------------------------------------------------------------- | ----------------------------------------------------------- | ---- | ------------- |
| "Leave the World Behind" (Dimitri Vegas & Like Mike vs. SHM Dark Forest Edit) | Axwell, Ingrosso, Angello a Laidback Luke feat. Deborah Cox | 2009 | Remix bez alb |
| "Every Teardrop Is a Waterfall" (Coldplay vs. Swedish House Mafia)            | Coldplay                                                    | 2012 | Until Now     |
| "Euphoria" (Swedish House Mafia Extended Dub)                                 | Usher                                                       | 2012 | Until Now     |
| "Sacrifice"                                                                   | The Weeknd                                                  | 2022 | Dawn FM       |

## Videoklipy
| Název                                       | Rok  | Režisér                         |
| ------------------------------------------- | ---- | ------------------------------- |
| "One (Your Name)" (feat. Pharrell)          | 2010 | Henrik Hanson, Christian Larson |
| "Miami 2 Ibiza" (s Tinie Tempah)            | 2010 | Christian Larson                |
| "Save the World" (feat. John Martin)        | 2011 | John Watts                      |
| "Antidote" (vs. Knife Party)                | 2012 | BB Gun                          |
| "Greyhound"                                 | 2012 | Carl Erik Rinsch                |
| "Don't You Worry Child" (feat. John Martin) | 2012 | Christian Larson                |
| "It Gets Better"                            | 2021 | Alexander Wessely               |
| "Lifetime" (s Ty Dolla Sign a 070 Shake)    | 2021 | Alexander Wessely               |
| "Moth to a Flame" (s the Weeknd)            | 2021 | Alexander Wessely               |
| "Redlight" (se Sting)                       | 2022 | Alexander Wessely               |